# Cucullia tucumani
Cucullia tucumani là một loài bướm đêm trong họ Noctuidae.